# Montmorency (Bas-Canada)
Pour les articles homonymes, voir Montmorency.
Montmorency est un district électoral de la Chambre d'assemblée du Bas-Canada ayant existé de 1830 à 1838.

## Histoire
Le district est créé lors de la refonte de la carte électorale de 1829 par division du district de Northumberland. Il est suspendu de 1838 à 1841 en raison de la Rébellion des Patriotes.

## Liste des députés

### Siègeno1
| Années | Années      | Député             | Parti    |
| ------ | ----------- | ------------------ | -------- |
|        | 1830 - 1832 | Philippe Panet     | Patriote |
|        | 1832 - 1834 | Elzéar Bédard      | Patriote |
|        | 1834 - 1836 | Elzéar Bédard      | Patriote |
|        | 1836 - 1838 | Nicolas Lefrançois | Patriote |

### Siègeno2
| Années | Années      | Député     | Parti       |
| ------ | ----------- | ---------- | ----------- |
|        | 1836 - 1838 | Vital Têtu | Indépendant |